# Mariano Cohn e Gastón Duprat

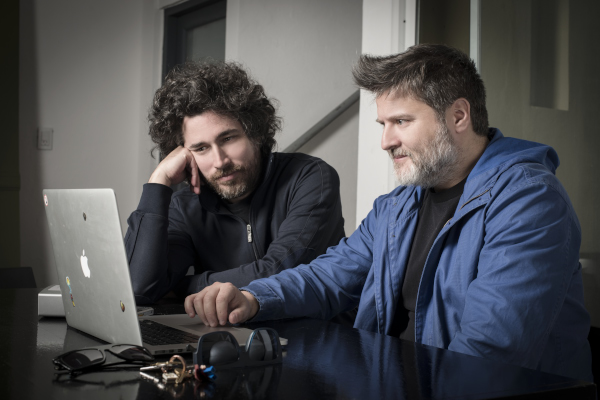
Mariano Cohn e Gastón Duprat

Mariano Cohn (Villa Ballester, Província de Buenos Aires; 1 de dezembro de 1975) e Gastón Duprat (Bahía Blanca, Província de Buenos Aires; 8 de dezembro de 1969) são diretores e produtores de televisão e cinema da Argentina, proprietários da empresa de produção Televisión Abierta. Ambos ganharam o Konex Award Merit Diploma em 2002.